# Rheinniederung zwischen Au am Rhein, Durmersheim und Rheinstetten
Das Natur- und Landschaftsschutzgebiet Rheinniederung zwischen Au am Rhein, Durmersheim und Rheinstetten liegt auf dem Gebiet der Stadt Rheinstetten im Landkreis Karlsruhe und auf dem Gebiet der Gemeinden Au am Rhein und Durmersheim im Landkreis Rastatt in Baden-Württemberg. Es ist seit dem 15. Juli 1994 mit einer Größe von 261,6 ha unter der Kenn-Nummer 2.181 als Naturschutzgebiet ausgewiesen. 
Das Gebiet erstreckt sich östlich des Rheins nördlich von Würmersheim, einem Ortsteil der Gemeinde Durmersheim. Westlich liegt Au am Rhein und nordöstlich Mörsch, ein Stadtteil von Rheinstetten. Östlich verläuft die B 36, nördlich die Landesstraße L 566 und westlich die L 78a.

## Schutzzweck
Schutzzweck ist die Erhaltung, die Sicherung und die Entwicklung des Federbachs als einer für die Rheinniederung typischen Bachaue auf einer alten Rheinschlinge mit Schilf und Großseggenbeständen sowie Weidenbüschen, Erlen und anderen Pflanzen feuchter Standorte sowie als eines landschaftsbestimmenden und landschaftsgliedernden Elements in der Rheinebene. 
Außerdem soll die Vielzahl an Pflanzengesellschaften in ihren typischen, naturnahen bis natürlichen Ausprägungen mit allen Varianten zwischen nassen und feuchten bis hin zu trockenen Standorten mit sämtlichen Reliktvorkommen ehemals ausgedehnter Pfeifengraswiesen-Gesellschaften und Sandrasengesellschaften auf extrem trockenen Standorten gesichert werden.
Die Vorkommen regional bedeutsamer Vogelarten sowie weiterer Tierarten, vor allem Insektenarten, welche an die vielfältigen Habitatstrukturen gebunden sind und die Vorkommen fast aller in Baden-Württemberg heimischen Amphibienarten mit einer der größten Laubfroschpopulation des Landes sollen ebenfalls erhalten und gesichert werden.